# Écouché-les-Vallées
Écouché-les-Vallées est une commune française située dans le département de l'Orne en région Normandie, peuplée de 2 193 habitants. Elle est créée le 1er janvier 2016 par la fusion de six communes, sous le régime juridique des communes nouvelles. Les communes de Batilly, La Courbe, Écouché, Loucé, Saint-Ouen-sur-Maire et Serans deviennent des communes déléguées. Le 1er janvier 2018, Fontenai-sur-Orne intègre la commune nouvelle.

## Géographie

### Hydrographie
La commune est située dans le bassin Seine-Normandie. Elle est drainée par l'Orne, la Cance, un bras de l'Orne, l'Udon, la Baize, la Maire, le Guemondet, le ruisseau de Chalau, la Cance, un bras de l'Orne, le cours d'eau 01 de l'Étre Hubert, le cours d'eau 01 du Val Midi, le fossé 01 de la Guinière, le fossé 01 de la Milière, le fossé 01 de l'Aunay Heudin, le fossé 01 du Buisson, le ruisseau de la Barbottière, le ruisseau de la Harmanière, le ruisseau de Vloger, le Vieille la rivière, l'Orne et divers autres petits cours d'eau,.
L'Orne, d'une longueur de 170 km, prend sa source dans la commune d'Aunou-sur-Orne et se jette  dans l'embouchure de l'Orne à Merville-Franceville-Plage, après avoir traversé 60 communes. Les caractéristiques hydrologiques de l'Orne sont données par la station hydrologique située sur la commune d'Écouché-les-Vallées. Le débit moyen mensuel est de 7,33 m3/s. Le débit moyen journalier maximum est de 112 m3/s, atteint lors de la crue du 28 décembre 1999. Le débit instantané maximal est quant à lui de 119 m3/s, atteint le même jour.
La Cance, d'une longueur de 26 km, prend sa source dans la commune de La Lande-de-Goult et se jette  dans un bras de l'Orne sur la commune, après avoir traversé six communes. Les caractéristiques hydrologiques de  sont données par la station hydrologique située sur la commune de Tanques. Le débit moyen mensuel est de 0,827 m3/s. Le débit moyen journalier maximum est de 12,7 m3/s, atteint lors de la crue du 28 décembre 1999. Le débit instantané maximal est quant à lui de 14,9 m3/s, atteint le 25 mars 2001.
L'Udon, d'une longueur de 28 km, prend sa source dans la commune de Chahains et se jette  dans l'Orne en limite de Sevrai et d'Écouché-les-Vallées, après avoir traversé dix communes. Les caractéristiques hydrologiques du Loison sont données par la station hydrologique située sur la commune d'Écouché-les-Vallées. Le débit moyen mensuel est de 1,44 m3/s. Le débit moyen journalier maximum est de 20,2 m3/s, atteint lors de la crue du 28 décembre 1999. Le débit instantané maximal est quant à lui de 25,7 m3/s, atteint le 26 mars 2006.
La Baize, un canal, chenal et cours d'eau naturel non navigable d'une longueur de 15 km, prend sa source dans la commune de Boischampré et se jette  dans l'Orne en rive gauche sur la commune, après avoir traversé quatre communes.
La Maire, d'une longueur de 16 km, prend sa source dans la commune de Rânes et se jette  dans l'Orne en limite de la commune et de Sevrai, après avoir traversé sept communes.

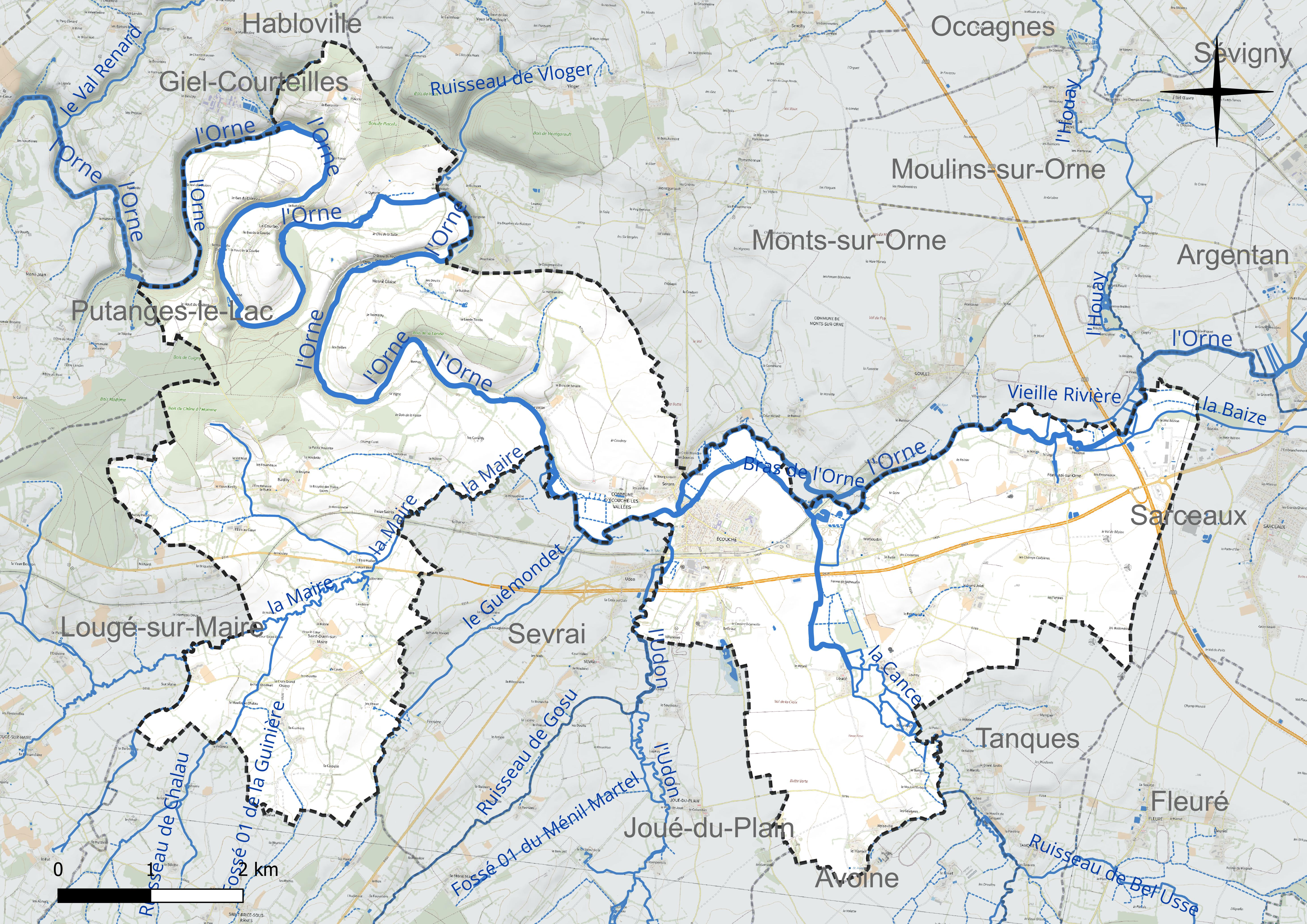
Réseau hydrographique d'Écouché-les-Vallées.

### Climat
Pour des articles plus généraux, voir Climat de la Normandie et Climat de l'Orne.
En 2010, le climat de la commune est de type climat océanique altéré, selon une étude du CNRS s'appuyant sur une série de données couvrant la période 1971-2000. En 2020, Météo-France publie une typologie des climats de la France métropolitaine dans laquelle la commune est exposée à un climat océanique et est dans la région climatique Normandie (Cotentin, Orne), caractérisée par une pluviométrie relativement élevée (850 mm/a) et un été frais (15,5 °C) et venté. Parallèlement le GIEC normand, un groupe régional d’experts sur le climat, différencie quant à lui, dans une étude de 2020, trois grands types de climats pour la région Normandie, nuancés à une échelle plus fine par les facteurs géographiques locaux. La commune est, selon ce zonage, exposée à un « climat des plateaux abrités », se caractérisant par une pluviométrie et des contraintes thermiques modérées mais aussi, par effet de continentalité, des températures plus contrastées qu'au nord dans la plaine de Caen, avec communément 10 à 15 jours par an de plus de froid en hiver et de chaleur en été.
Pour la période 1971-2000, la température annuelle moyenne est de 10,4 °C, avec une amplitude thermique annuelle de 13,3 °C. Le cumul annuel moyen de précipitations est de 769 mm, avec 12,5 jours de précipitations en janvier et 7,5 jours en juillet. Pour la période 1991-2020, la température moyenne annuelle observée sur la station météorologique la plus proche, située sur la commune d'Argentan à 8 km à vol d'oiseau, est de 11,1 °C et le cumul annuel moyen de précipitations est de 691,9 mm,. Pour l'avenir, les paramètres climatiques de la commune estimés pour 2050 selon différents scénarios d’émission de gaz à effet de serre sont consultables sur un site dédié publié par Météo-France en novembre 2022.

## Urbanisme

### Typologie
Au 1er janvier 2024, Écouché-les-Vallées est catégorisée bourg rural, selon la nouvelle grille communale de densité à sept niveaux définie par l'Insee en 2022.
Elle est située hors unité urbaine. Par ailleurs la commune fait partie de l'aire d'attraction d'Argentan, dont elle est une commune de la couronne,. Cette aire, qui regroupe 50 communes, est catégorisée dans les aires de moins de 50 000 habitants,.

## Toponymie
Écouché est attestée sous la forme Escoucheium (sans date).
Les vallées sont celles de l'Orne, de l'Udon, et de la Cance.

## Histoire
La commune est créée le 1er janvier 2016 par un arrêté préfectoral du 26 octobre 2015, par la fusion de six communes, sous le régime juridique des communes nouvelles instauré par la loi no 2010-1563 du 16 décembre 2010 de réforme des collectivités territoriales. Les communes de Batilly, La Courbe, Écouché, Loucé, Saint-Ouen-sur-Maire et Serans (Orne) deviennent des communes déléguées et Écouché est le chef-lieu de la commune nouvelle.
Le 1er janvier 2018, Fontenai-sur-Orne intègre la commune nouvelle.

## Politique et administration

### Liste des maires
| Période      | Période              | Identité           | Étiquette | Qualité                                                                                            |
| ------------ | -------------------- | ------------------ | --------- | -------------------------------------------------------------------------------------------------- |
| janvier 2016 | janvier 2020 (décès) | Jean-Pierre Latron | DVD       | Directeur de société (nutrition animale), ancien vétérinaire Maire délégué d'Écouché (2016 → 2020) |
| mai 2020     | En cours             | Alain Lolivier     | SE        | Cadre retraité                                                                                     |

### Communes déléguées
| Nom                  | Code Insee | Intercommunalité             | Superficie (km2) | Population (dernière pop. légale) | Densité (hab./km2) |
| -------------------- | ---------- | ---------------------------- | ---------------- | --------------------------------- | ------------------ |
| Écouché (siège)      | 61153      | CC des Courbes de l'Orne     | 5,22             | 1 353 (2021)                      | 259                |
| Batilly              | 61027      | CC des Courbes de l'Orne     | 8,99             | 136 (2021)                        | 15                 |
| La Courbe            | 61127      | CC des Courbes de l'Orne     | 5,05             | 63 (2021)                         | 12                 |
| Fontenai-sur-Orne    | 61173      | CC Terres d'Argentan Interco | 6,51             | 242 (2021)                        | 37                 |
| Loucé                | 61236      | CC des Courbes de l'Orne     | 4,12             | 110 (2021)                        | 27                 |
| Saint-Ouen-sur-Maire | 61441      | CC des Courbes de l'Orne     | 5,24             | 92 (2021)                         | 18                 |
| Serans               | 61470      | CC des Courbes de l'Orne     | 6,10             | 201 (2021)                        | 33                 |

### Circonscriptions électorales
À la suite du décret du 5 mars 2020, la commune est entièrement rattachée au canton de Magny-le-Désert.

## Démographie
L'évolution du nombre d'habitants est connue à travers les recensements de la population effectués dans la commune depuis sa création.
En 2022, la commune comptait 2 193 habitants, en évolution de +0,37 % par rapport à 2016 (Orne : −3,21 %, France hors Mayotte : +2,11 %).
| 2015  | 2020  | 2022  |
| ----- | ----- | ----- |
| 2 190 | 2 200 | 2 193 |

## Économie
L'usine Verescence Orne emploie 250 p. à la finition de flacons de verre (parfumerie notamment), fabriqués ailleurs dans le groupe (Mers-les-Bains notamment). Elle existe depuis 1958, sous divers noms (dont Saint-Gobain-Desjonquères).

## Lieux et monuments
- Église Saint-Brice de Loucé.